# 酸糖
〈酸糖〉是美国歌手Lady Gaga与韩国女子组合BLACKPINK的歌曲，于2020年5月28日经數位音樂下載和流媒体渠道发行，是Gaga第六张录音室专辑《神彩》的首支宣传单曲。歌曲由Gaga、曼蒂逊·勒夫、拉米·雅各布、朴洪俊编曲，BloodPop和伯恩斯制作。歌曲融合流行舞曲、电子流行、泡泡糖流行和深度浩室风格，运用浩室、舞曲和电子音乐节奏和歌词营造如歌曲名称酸糖果一样的关系。

## 背景与发行
Gaga接受日本娱乐网站TV Groove采访时提到了歌曲的起源：“当她（Gaga）打电话给她们（BLACKPINK），提出要和她一起写歌时，她们非常开心和积极。这是一次非常令人兴奋的合作。”她补充：“我想祝贺她们，因为她们和我们一样都喜欢强势的女人，而她们也想祝贺我，我们在一起写这首歌时很愉快。听到她们用韩语诠释这首歌，我很兴奋，告诉她们那部分太有创意太有趣了。我对她们的歌声有深刻的印象。”BLACKPINK的成员后来也提到了歌曲的起源：“我们听了彼此的音乐，成了彼此的粉丝，自然而然就执行了这个计划。”
歌曲于2020年4月22日公布，当天Gaga发布了《神彩》专辑的歌单。而在专辑发行前一天，Gaga也透过个人社交媒体帐号发布了歌曲。

## 词曲创作
歌曲是一首1990年代风格的歌曲，融合流行舞曲、電子流行、泡泡糖流行乐和深度浩室风格，采用了“动感的”浩室、舞曲和電子音樂节奏，是一首快乐的歌曲。歌曲以A小调谱写，速度为每分钟120拍。歌迷推测歌曲取样自玛雅·简·科尔斯的〈What They Say〉。Gaga和BLACKPINK的歌词以英文和韩文形式呈现，各占一半，有调情的意味。歌词使用酸糖果比喻“爱情中的化学反应”，外表粗糙和里面甜美真实。歌词上，歌手们提醒潜在的情侣去接受的酸糖果带来的伤害，而不是尝试改变。90年代风格的浩室唱段中，Gaga负责“口白式说唱”，BLACKPINK负责“紧密而几乎机械的旋律”。
根据Musicnote.com发布的乐谱，歌曲采用四四拍，以A小调谱写，速度为每分钟演奏120个四分音符。歌声音域从G3升至B4。

## 专业评价
《娱乐周刊》的乔伊·诺尔菲（Joey Nolfi）称歌曲是“史诗般的合作”，一首“令人垂涎的作品”。《前音后果》的迈克尔·罗夫曼（Michael Roffman）认为：“〈酸糖〉是奥斯卡得主的又一首动感作品，证明《神彩》给处在疫情的我们带来了派对的气氛。”《滚石》的克莱尔·沙弗（Claire Shaffer）认为歌曲是一首“如糖果般甜的夜店热曲，适合我们的居家派对。”《紐約郵報》的查克·阿诺德（Chuck Arnold）写道：“〈酸糖〉的歌词可能很浅显——这点杰克逊·梅恩可能不会同意——就是节奏不入流的时候，歌曲很难打动人。这不过是一首歌迷们自Gaga凭借2008年专辑《超人气》和2011年专辑《天生完美》成为超级巨星以来，歌迷们日思夜想的一首令人炫目的迪斯科舞曲。《綜藝》的杰姆·阿斯沃德（Jem Asward）认为歌曲是“两组艺术家的风格的一次魅力四射的结合。”《纽约》的佐伊·海洛克（Zoe Haylock）指出“当歌词基本上是Instagram式的图注时，你就知道这是一首流行佳作。”
《赫芬顿邮报》的科尔·德尔比克（Cole Delbyck）认为歌曲“将Gaga和BLACKPINK的独特声音融合到一首舞池佳作中”，而“歌迷长期以来就满怀期待两者有长期的合作。”《爱尔兰时报》的路易丝·布鲁顿（Louise Bruton）认为歌曲“完美融合了怪异流行曲和欣快感”。《告示牌》的斯蒂芬·道（Stephen Daw）赞扬歌曲尝试给每个演唱者“相等、平衡的时间”，不过他指出歌曲忽略的东西可粗略不计。《卫报》的迈克尔·克拉格（Michael Cragg）批评歌曲“苍白，非常令人失望”，“最终听起来像是幻灭的廉价插曲。”《偏锋杂志》的萨尔·辛奎曼尼（Sal Cinquemani）认为作品“没有热量”，而《PopMatters》的埃文·索迪（Evan Sawdey）认为歌曲如同“昙花一现的幸福”，是《神彩》中的其中一首“短歌”。

## 制作名单
名单摘录自Tidal。
- Lady Gaga – 演唱、词曲
- BLACKPINK – 演唱
- 马修·伯恩斯（英语：Burns (musician)） – 制作、词曲、贝斯、打击乐、键盘、鼓
- BloodPop – 制作、词曲、贝斯、鼓、键盘、打击乐
- 曼蒂逊·勒夫（英语：Madison Love） – 词曲、和音
- 泰迪·朴 – 词曲
- 拉米·雅各布 – 词曲
- 本杰明·赖斯（Benjamin Rice）– 混音、录音工程
- 汤姆·诺里斯（英语：Tom Norris (record producer)） – Vox混音
- Skrrt  - 混音工程
- 斯科特·凯利（Scott Kelly）– 助理混音
- 兰迪·梅里尔（Randy Merill）– 母带工程

## 榜单成绩
| 榜单（2020年）                               | 最高排名 |
| -------------------------------------------- | -------- |
| 澳大利亚（澳大利亚唱片业协会單曲榜）         | 8        |
| 奥地利（Ö3四十强单曲榜）                     | 42       |
| 加拿大（Canadian Hot 100）                   | 18       |
| 独联体（Tophit）                             | 106      |
| 捷克（百強數位單曲榜）                       | 20       |
| 爱沙尼亚（爱沙尼亚四十强榜）                 | 8        |
| 芬兰（芬兰官方榜单）                         | 15       |
| 法国（法國唱片出版業公會）                   | 62       |
| 希腊（國際唱片業協會希臘分會國際單曲榜）     | 10       |
| 香港（KKBOX歐美單曲週榜）                    | 1        |
| 匈牙利（四十強單曲榜）                       | 4        |
| 匈牙利（四十強串流榜）                       | 8        |
| 愛爾蘭（愛爾蘭唱片音樂協會单曲榜）           | 11       |
| 意大利（意大利音乐产业联盟）                 | 46       |
| 日本（日本百强单曲榜）                       | 43       |
| 立陶宛（AGATA）                              | 5        |
| 马来西亚（馬來西亞唱片業協會）               | 1        |
| 馬來西亞（KKBOX國際單曲週榜）                | 1        |
| 荷兰（百强单曲榜）                           | 52       |
| 新西兰（新西兰唱片音乐协会单曲榜）           | 12       |
| 葡萄牙（葡萄牙唱片業協會单曲榜）             | 24       |
| 俄罗斯（Tophit电台榜）                       | 96       |
| 蘇格蘭（官方榜单公司單曲榜）                 | 20       |
| 新加坡（新加坡唱片業協會）                   | 1        |
| 新加坡（KKBOX國際單曲週榜）                  | 1        |
| 斯洛伐克（百強數位單曲榜）                   | 20       |
| 韩国（Gaon数字榜）                           | 178      |
| 西班牙（西班牙音樂製作協會）                 | 46       |
| 瑞典（瑞典最熱榜）                           | 49       |
| 瑞士（瑞士热门音乐榜）                       | 30       |
| 台灣（KKBOX西洋單曲週榜）                    | 1        |
| 英國（官方榜单公司單曲榜）                   | 17       |
| 美国（《告示牌》百大單曲榜）                 | 33       |
| 美國（《告示牌》Hot Dance/Electronic Songs） | 3        |
| 美国（《滾石》百大單曲榜）                   | 17       |

| 榜单（2020年）         | 最高排名 |
| ---------------------- | -------- |
| 巴西（巴西唱片業協會） | 43       |

## 发行历史
| 地区     | 日期          | 格式                | 厂牌                                                              | 参考   |
| -------- | ------------- | ------------------- | ----------------------------------------------------------------- | ------ |
| 多地     | 2020年5月28日 | 數位音樂下載 流媒体 | 新視鏡                                                            | [ 65 ] |
| 澳大利亚 | 2020年5月29日 | 當代流行電台        | 新視鏡Geffen A&M唱片 （ 英语 ： Interscope Geffen A&M Records） 环球音乐澳大利亚 （ 英语 ： Universal Music Australia） | [ 66 ] |